# Günter
A Günter germán eredetű férfinév, jelentése: harc + had(sereg).

## Gyakorisága
Az 1990-es években szórványos név, a 2000-es években nem szerepel a 100 leggyakoribb férfinév között.

## Névnapok
- október 9.[2]

## Híres Günterek

### Külföldiek
- Günter Grass német író
- Günter Wallraff német író, újságíró, szociográfus